# Archeologia paleocristiana
L'archeologia paleocristiana è lo studio del Cristianesimo dei primi secoli attraverso il recupero, la documentazione e l'analisi delle tracce materiali (architetture, manufatti, resti biologici e umani) che si sono conservate. 
I reperti archeologici sono utilizzati per gli studi riguardanti la storicità di Gesù e l'origine del cristianesimo.

## Reperti sul cristianesimo primitivo

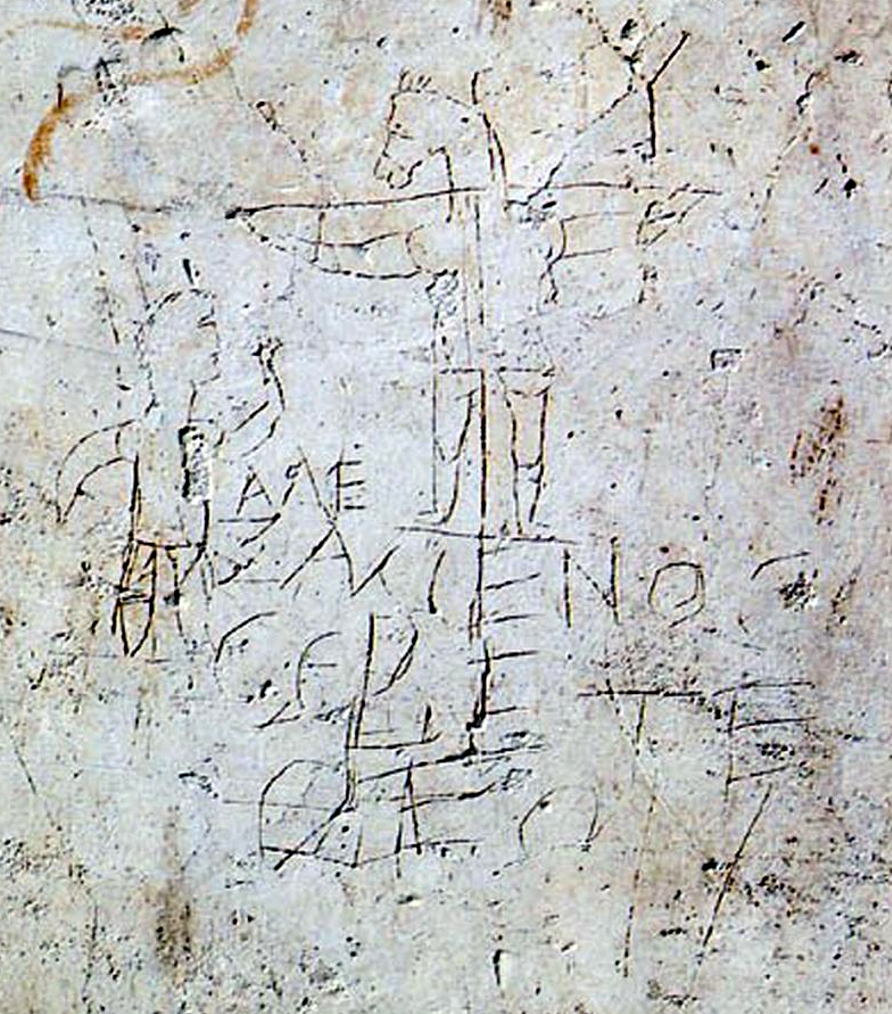
Graffito di Alexamenos. Roma, museo palatino.

### Il graffito di Alexamenos
Un graffito che si trova nel museo palatino a Roma mostra un uomo davanti ad una figura umana con la testa di animale crocifissa, al di sotto si trova un'iscrizione greca:
(testo del graffito, la lettera C è un Σ)
La datazione è incerta, dal I secolo al III secolo, l'immagine sembra essere una ironia su un soldato romano cristiano, ma la sua identificazione è incerta e comunque si tratta al più di una testimonianza della presenza di cristiani a Roma.

### Sarcofagi paleocristiani
La produzione dei sarcofagi romani con decorazione scolpita si sviluppa dagli inizi del II secolo in seguito al progressivo abbandono del rito dell'incinerazione a favore di quello dell'inumazione. 
In sarcofagi risalenti alla seconda metà del III secolo si ritrovano illustrazioni di scene bibliche.

### Catacombe cristiane
Le prime catacombe cristiane nell'antica Roma risalgono alla fine del II secolo, precedentemente i cristiani venivano sepolti insieme con i pagani; quando la comunità divenne più numerosa, fu necessario creare cimiteri collettivi. Inizialmente furono utilizzate solo come luogo di sepoltura e per il culto dei martiri ivi sepolti.
Nel III secolo a Roma si contavano venticinque cimiteri che prendevano il nome dai papi che vi erano sepolti.
In Campania troviamo il Complesso Basilicale di Cimitile caratterizzato dal concentramento in un'area di circa 9000 m² di ben sette edifici di culto, di età paleocristiana e medioevale, dedicati ai santi Felice, Calionio, Stefano, Tommaso e Giovanni, ai Ss. Martiri e alla Madonna degli Angeli. Nucleo originario del complesso è la tomba di San Felice prete che fu sepolto, alla fine del III secolo, nella necropoli a nord di Nola. Il culto per il santo e la necessità di spazi da destinare alla sepoltura determinarono una forte attività nell'area, ma fu con l'arrivo di Ponzio Meropio Paolino, vescovo di Nola dal 409 al 431, che sorse il grandioso complesso.